# Botourmiaviridae
Botourmiaviridae (früher provisorisch „ourmia-like viruses“ genannt) ist eine Familie von Einzelstrang-RNA-Viren positiver Polarität, die Pflanzen und Pilze infizieren.
Die Familie umfasst derzeit (Stand Juni 2024) zwölf vom International Committee on Taxonomy of Viruses (ICTV) bestätigte Gattungen, u. a. Ourmiavirus, Botoulivirus, Magoulivirus, Scleroulivirus, Penoulivirus und Rhizoulivirus.
Die Mitglieder der Gattung Ourmiavirus (Ourmiaviren) infizieren als Phytoviren Pflanzen, aber die anderen Gattungen infizieren als Mykoviren Pilze. Offenbar infizieren etliche Vertreter der Familie anstelle echter Pilze sog. Eipilze, wie z. B. den Falschen Mehltau der Weinrebe (Plasmopara viticola).

## Aufbau
Die Vertreter der Gattungen bis auf Ourmiavirus sind „nackt“, d. h. sie haben weder eine Virushülle noch überhaupt ein Kapsid, bilden also keine echten Virionen aus.
Die Mitglieder der Gattung Ourmiavirus haben im Gegensatz zu den anderen Gattungen der Familie eine virale Struktur mit einem (unbehüllten) Kapsid. Ourmiaviren sind Pflanzenviren, die ein Kapsid mit ikosaedrischer Symmetrie (Triangulationszahl T=1) besitzen, das von mehr oder weniger gestreckter (bazillenförmiger) Form ist mit Halb-Ikosaedern an den beiden Enden. Die Virionen (Viruspartikel) haben dabei  bei einem Durchmesser von 18 nm eine Reihe von diskreten Längen von 30 bis 62 nm.
Das Kapsid ist aus (einer unterschiedlichen Zahl von) dreieckigen Monomeren eines einzigen Kapsidproteins (auch coat protein, CP) zusammengesetzt.

## Genom

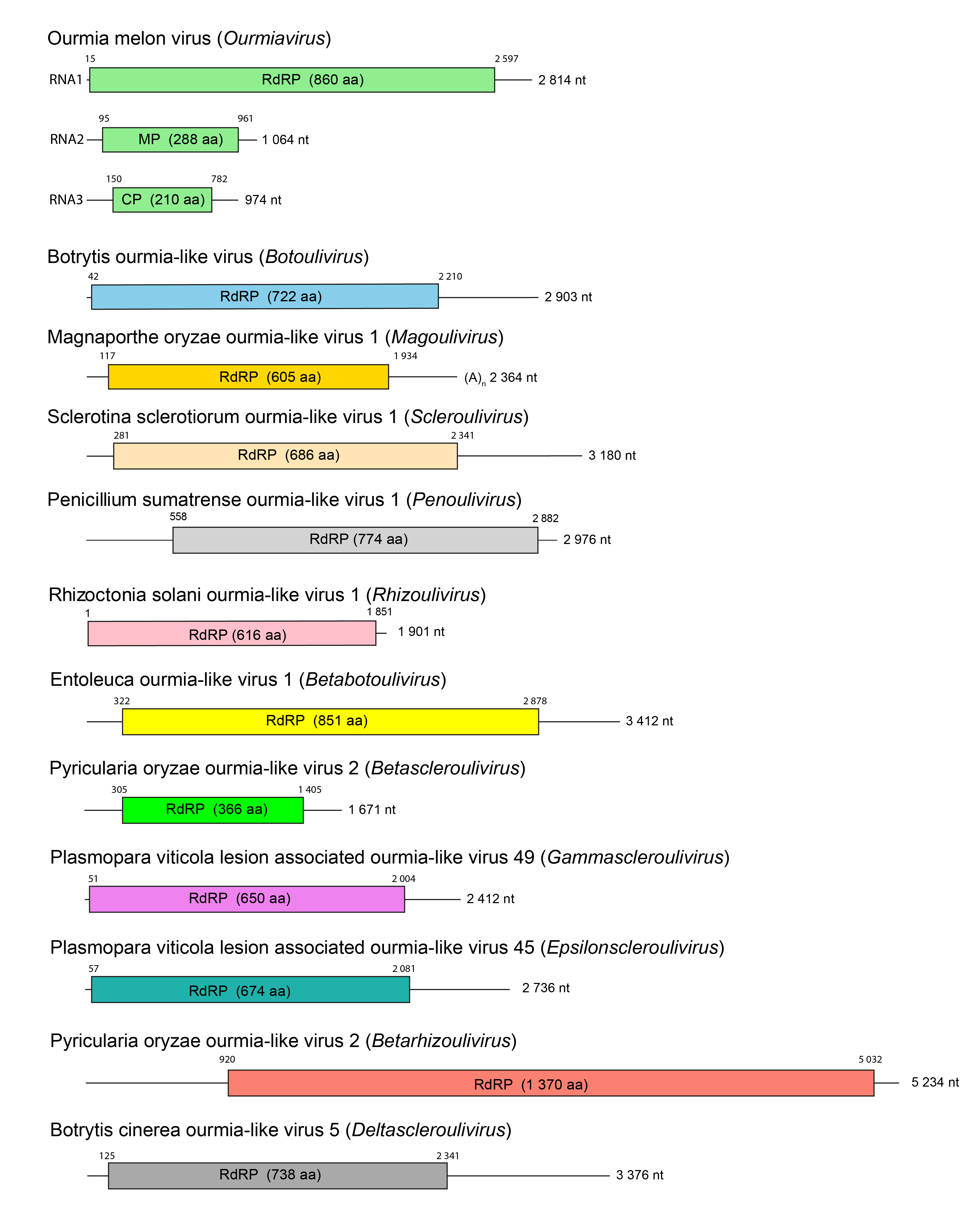
Genomkarten der Botourmiaviridae-Gattungen (unsegmentiert, eine ist jedoch tripartit)

Die Mitglieder der Familie haben ein Genom aus Einzelstrang-RNA positiver Polarität.
Es ist außer bei der Gattung Ourmiavirus unsegmentiert (monopartit) mit einer Länge von 2000 bis 5000 nt (Nukleotiden).
Das Genom der Gattung Ourmiavirus hat drei Segmente (tripartit). Diese kodieren jeweils für das Kapsidprotein (CP; Segment RNA3: ca. 970 nt), das Movementprotein (MP; Segment RNA2: ca. 1100 nt) und die RNA-abhängige RNA-Polymerase (RdRp; Segment RNA1: ca. 2800 nt). Die Länge des Genoms beträgt also insgesamt etwa 4800 nt.
Das unegmentierte genom der andere Gattungen kodiert nur für die RNA-abhängige RNA-Polymerase (RdRp), Strukturproteine sind nicht vorhanden. Es entspricht daher (nicht nur hinsichtlich seiner Länge) dem Segment RNA1 der Ourmiaviren.

## Systematik
Die Familie hat derzeit (Mai/Juni 2024) zwölf offiziell bestätigte Gattungen:
Familie Botourmiaviridae (informell Ourmia-like viruses) – infizieren Pilze (Mykoviren) oder Eipilze, teilweise auch Pflanzen (Phytoviren), insbesondere in der Gattung Ourmiavirus
- Gattung Betabotoulivirus (abgetrennt von Botoulivirus) – infizieren Pilze (wie Entoleuca und Phaeoacremonium) und Eipilze (Plasmopara)
  - Spezies Betabotoulivirus alphaplasmoparae mit Plasmopara viticola lesion associated ourmia-like virus 1 (PvaOLV1)
  - Spezies Betabotoulivirus betaplasmoparae mit Plasmopara viticola lesion associated ourmia-like virus 2 (PvaOLV2)
  - Spezies Betabotoulivirus deltaplasmoparae mit Plasmopara viticola lesion associated ourmia-like virus 52 (PvaOLV52)
  - Spezies Betabotoulivirus entoleucae (früher Entoleuca botoulivirus) mit Entoleuca ourmia-like virus 1 (EnOLV1)[6]
  - Spezies Betabotoulivirus epsilonplasmoparae mit Plasmopara viticola lesion associated ourmia-like virus 53 (PvaOLV53)
  - Spezies Betabotoulivirus etaplasmoparae mit Plasmopara viticola lesion associated ourmia-like virus 55 (PvaOLV55)
  - Spezies Betabotoulivirus gammaplasmoparae mit Plasmopara viticola lesion associated ourmia-like virus 4 (PvaOLV4)
  - Spezies Betabotoulivirus phaeoacremonium (früher Phaeoacremonium botoulivirus) mit Phaeoacremonium minimum ourmia-like virus 3 (PmOLV3)
  - Spezies Betabotoulivirus thetaplasmoparae mit Plasmopara viticola lesion associated ourmia-like virus 60 (PvaOLV60)
  - Spezies Betabotoulivirus zetaplasmoparae mit Plasmopara viticola lesion associated ourmia-like virus 54 (PvaOLV54)

- Gattung Betarhizoulivirus (abgetrennt von Rhizoulivirus)
  - Spezies Betarhizoulivirus solani mit Rhizoctonia solani ourmia-like virus 5 (RsOLV5)

- Gattung Betascleroulivirus (abgetrennt von Scleroulivirus) – infizieren Pilze (wie Botrytis und Pyricularia) und Eipilze (Plasmopara)
  - Spezies Betascleroulivirus alphaplasmoparae mit Plasmopara viticola lesion associated ourmia-like virus 34 (PavOLV34)
  - Spezies Betascleroulivirus betaplasmoparae mit Plasmopara viticola lesion associated ourmia-like virus 35 (PavOLV35)
  - Spezies Betascleroulivirus botrytidis mit Botrytis cinerea ourmia-like virus 10 (BcOLV10)
  - Spezies Betascleroulivirus deltaplasmoparae mit Plasmopara viticola lesion associated ourmia-like virus 38 (PavOLV38)
  - Spezies Betascleroulivirus epsilonplasmoparae mit Plasmopara viticola lesion associated ourmia-like virus 39 (PavOLV39)
  - Spezies Betascleroulivirus etaplasmoparae mit Plasmopara viticola lesion associated ourmia-like virus 41 (PavOLV41)
  - Spezies Betascleroulivirus gammaplasmoparae mit Plasmopara viticola lesion associated ourmia-like virus 37 (PavOLV37)
  - Spezies Betascleroulivirus iotaplasmoparae mit Plasmopara viticola lesion associated ourmia-like virus 43 (PavOLV43)
  - Spezies Betascleroulivirus kappaplasmoparae mit Plasmopara viticola lesion associated ourmia-like virus 48 (PavOLV48)
  - Spezies Betascleroulivirus lambdaplasmoparae mit Plasmopara viticola lesion associated ourmia-like virus 51 (PavOLV51)
  - Spezies Betascleroulivirus miplasmoparae mit Plasmopara viticola lesion associated ourmia-like virus 67 (PavOLV67v)
  - Spezies Betascleroulivirus pyriculariae (früher Pyricularia scleroulivirus 2) mit Pyricularia oryzae ourmia-like virus 2 (PoOLV2)
  - Spezies Betascleroulivirus thetaplasmoparae mit Plasmopara viticola lesion associated ourmia-like virus 42 (PavOLV42)
  - Spezies Betascleroulivirus zetaplasmoparae mit Plasmopara viticola lesion associated ourmia-like virus 40 (PavOLV40)

- Gattung Botoulivirus – infizieren Pilze (wie Botrytis, Epicoccum und Sclerotinia) und Eipilze (Plasmopara)
  - Spezies Botoulivirus alphabotrytidis mit Botrytis cinerea ourmia-like virus 4 (BcOLV4)
  - Spezies Botoulivirus alphapestalotiopsis mit Pestalotiopsis botourmiavirus 3 (PBV3)
  - Spezies Botoulivirus alphaplasmoparae mit Plasmopara viticola lesion associated ourmia-like virus 3 (PvaOLV3)
  - Spezies Botoulivirus betabotrytidis mit Botrytis cinerea ourmia-like virus 11 (BcOLV11)
  - Spezies Botoulivirus betaplasmoparae mit Plasmopara viticola lesion associated ourmia-like virus 56 (PvaOLV56)
  - Spezies Botoulivirus deltabotrytidis mit Botrytis cinerea ourmia-like virus 13 (BcOLV13)
  - Spezies Botoulivirus deltaplasmoparae mit Plasmopara viticola lesion associated ourmia-like virus 58 (PvaOLV58)
  - Spezies Botoulivirus epsilonbotrytidis mit Botrytis cinerea ourmia-like virus 14 (BcOLV14)
  - Spezies Botoulivirus epsilonplasmoparae mit Plasmopara viticola lesion associated ourmia-like virus 59 (PvaOLV59)
  - Spezies Botoulivirus etabotrytidis mit Botrytis cinerea ourmia-like virus 16 (BcOLV16)
  - Spezies Botoulivirus etaplasmoparae mit Plasmopara viticola lesion associated ourmia-like virus 81 (PvaOLV81)
  - Spezies Botoulivirus gammabotrytidis mit Botrytis cinerea ourmia-like virus 12 (BcOLV12) und Sclerotinia minor botoulivirus 1 (SmBV1)
  - Spezies Botoulivirus gammaplasmoparae mit Plasmopara viticola lesion associated ourmia-like virus 57 (PvaOLV57)
  - Spezies Botoulivirus iotabotrytidis mit Botrytis cinerea botoulivirus 18 (BcBoV18)
  - Spezies Botoulivirus kappabotrytidis mit Botrytis cinerea botoulivirus 19 (BcBoV19)
  - Spezies Botoulivirus thetabotrytidis mit Botrytis cinerea ourmia-like virus 17 (BcOLV17)
  - Spezies Botoulivirus zetabotrytidis mit Botrytis cinerea ourmia-like virus 15 (BcOLV15)
  - Spezies Botoulivirus zetaplasmoparae mit Plasmopara viticola lesion associated ourmia-like virus 61 (PvaOLV61)
  - Spezies Botrytis botoulivirus mit Botrytis ourmia-like virus (BOLV) – Isolat HAZ2-3; Genomlänge 2.903 nt
  - Spezies Epicoccum botoulivirus mit Epicoccum nigrum ourmia-like virus 1 (EnOLV1)
  - Spezies Sclerotinia botoulivirus 2 mit Sclerotinia sclerotiorum ourmia-like virus 2 (SsOLV2)
  - Spezies Sclerotinia botoulivirus 3 mit Sclerotinia sclerotiorum ourmia-like virus 3 (SsOLV3)

- Gattung Deltascleroulivirus – infizieren Pilze (Botrytis) und Eipilze (Plasmopara)
  - Spezies Deltascleroulivirus alphaplasmoparae mit Plasmopara viticola lesion associated ourmia-like virus 64 (PavOLV64)
  - Spezies Deltascleroulivirus betaplasmoparae mit Plasmopara viticola lesion associated ourmia-like virus 80 (PavOLV80)
  - Spezies Deltascleroulivirus botrytidis mit Botrytis cinerea ourmia-like virus 5 (BcOLV5)

- Gattung Epsilonscleroulivirus – infizieren Pilze (Magnaporthe) und Eipilze (Plasmopara)
  - Spezies Epsilonscleroulivirus alphaoryzae mit Magnaporthe oryzae botourmiavirus 7 (MBOV7)
  - Spezies Epsilonscleroulivirus plasmoparae mit Plasmopara viticola lesion associated ourmia-like virus 45 (PavOLV45)

- Gattung Gammascleroulivirus – infizieren Pilze (Magnaporthe) und Eipilze (Plasmopara)
  - Spezies Gammascleroulivirus alphaoryzae mit Magnaporthe oryzae botourmiavirus 6 (MBOV6)
  - Spezies Gammascleroulivirus alphaplasmoparae mit Plasmopara viticola lesion associated ourmia-like virus 49 (PavOLV49)
  - Spezies Gammascleroulivirus betaplasmoparae mit Plasmopara viticola lesion associated ourmia-like virus 50 (PavOLV50)

- Gattung Magoulivirus – infizieren Pilze (wie Botrytis und Magnaporthe), Eipilze (Plasmopara) und Pflanzen (Äpfel)
  - Spezies Magoulivirus alphabotrytidis mit Botrytis cinerea ourmia-like virus 6 (BcOLV6) und Botrytis cinerea oumia-like virus 8 (BcOLV8)
  - Spezies Magoulivirus alphaheterobasidion mit Heterobasidion ourmia-like virus 1 (HetOlV1)
  - Spezies Magoulivirus alphamacrophominae mit Macrophomina phaseolina ourmia-like virus 2 (MpOLV2)
  - Spezies Magoulivirus alphamellea mit Armillaria mellea ourmia-like virus 2 (AmOlV2)
  - Spezies Magoulivirus alphaodothidea mit Botryosphaeria dothidea Ourmia-like virus 1 (BdOLV1)
  - Spezies Magoulivirus alphaoryzae mit Magnaporthe oryzae botourmiavirus 2 (MoBV2)
  - Spezies Magoulivirus alphaoxyspori mit Fusarium oxysporum ourmia-like virus 1 (FoOuLV1)
  - Spezies Magoulivirus alphaplasmoparae mit Plasmopara viticola lesion associated ourmia-like virus 5 (PavOLV5)
  - Spezies Magoulivirus betabotrytidis mit Botrytis cinerea ourmia-like virus 7 (BcOLV7)
  - Spezies Magoulivirus betamacrophominae mit Macrophomina phaseolina ourmia-like virus 2-A (MpOLV2-A)
  - Spezies Magoulivirus betaplasmoparae mit Plasmopara viticola lesion associated ourmia-like virus 6 (PavOLV6)
  - Spezies Magoulivirus deltaplasmoparae mit Plasmopara viticola lesion associated ourmia-like virus 8 (PavOLV8)
  - Spezies Magoulivirus epsilonplasmoparae mit Plasmopara viticola lesion associated ourmia-like virus 9 (PavOLV9)
  - Spezies Magoulivirus etaplasmoparae mit Plasmopara viticola lesion associated ourmia-like virus 11 (PavOLV11)
  - Spezies Magoulivirus fiplasmoparae mit Plasmopara viticola lesion associated ourmia-like virus 25 (PavOLV25)
  - Spezies Magoulivirus gammaplasmoparae mit Plasmopara viticola lesion associated ourmia-like virus 7 (6PavOLV7)
  - Spezies Magoulivirus iotaplasmoparae mit Plasmopara viticola lesion associated ourmia-like virus 13 (PavOLV13)
  - Spezies Magoulivirus ipsilonplasmoparae mit Plasmopara viticola lesion associated ourmia-like virus 24 (PavOLV24)
  - Spezies Magoulivirus jiplasmoparae mit Plasmopara viticola lesion associated ourmia-like virus 26 (PavOLV26)
  - Spezies Magoulivirus kappaplasmoparae mit Plasmopara viticola lesion associated ourmia-like virus 14 (PavOLV14)
  - Spezies Magoulivirus lambdaplasmoparae mit Plasmopara viticola lesion associated ourmia-like virus 15 (PavOLV15)
  - Spezies Magoulivirus malus mit Apple ourmia-like virus 3 (AOLV3)
  - Spezies Magoulivirus miplasmoparae mit Plasmopara viticola lesion associated ourmia-like virus 16 (PavOLV16)
  - Spezies Magoulivirus niplasmoparae mit Plasmopara viticola lesion associated ourmia-like virus 17 (PavOLV17)
  - Spezies Magoulivirus omegaplasmoparae mit Plasmopara viticola lesion associated ourmia-like virus 27 (PavOLV27)
  - Spezies Magoulivirus omicronplasmoparae mit Plasmopara viticola lesion associated ourmia-like virus 19 (PavOLV19)
  - Spezies Magoulivirus piplasmoparae mit Plasmopara viticola lesion associated ourmia-like virus 20 (PavOLV20)
  - Spezies Magoulivirus psiplasmoparae mit Plasmopara viticola lesion associated ourmia-like virus 29 (PavOLV29)
  - Spezies Magoulivirus rhoplasmoparae mit Plasmopara viticola lesion associated ourmia-like virus 21 (PavOLV21)
  - Spezies Magoulivirus sigmaplasmoparae mit Plasmopara viticola lesion associated ourmia-like virus 22 (PavOLV22)
  - Spezies Magoulivirus tauplasmoparae mit Plasmopara viticola lesion associated ourmia-like virus 23 (PavOLV23)
  - Spezies Magoulivirus thetaplasmoparae mit Plasmopara viticola lesion associated ourmia-like virus 12 (PavOLV12)
  - Spezies Magoulivirus viticolae mit Plasmopara viticola lesion associated ourmia-like virus 36 (PavOLV36)
  - Spezies Magoulivirus xiplasmoparae mit Plasmopara viticola lesion associated ourmia-like virus 18 (PavOLV18)
  - Spezies Magoulivirus zetaplasmoparae mit Plasmopara viticola lesion associated ourmia-like virus 10 (PavOLV10)
  - Spezies Acremonium magoulivirus mit Acremonium sclerotigenum ourmia-like virus 1 (AsOLV1)
  - Spezies Cladosporium magoulivirus 1 mit
Cladosporium cladosporioides ourmia-like virus 1 (CcOLV1),
Plasmopara viticola lesion associated ourmia-like virus 30 (PavOLV30) und
Plasmopara viticola lesion associated ourmia-like virus 32 (PavOLV32)
  - Spezies Cladosporium magoulivirus 2 mit Cladosporium cladosporioides ourmia-like virus 2 (CcOLV2) und Plasmopara viticola lesion associated ourmia-like virus 28 (PavOLV28)
  - Spezies Colletotrichum magoulivirus mit Colletotrichum gloeosporioides ourmia-like virus 1 (CgOLV1)
  - Spezies Magnaporthe magoulivirus 1 mit Magnaporthe oryzae ourmia-like virus (MOLV1) – Isolat Guy11
  - Spezies Penicillium magoulivirus mit Penicillium citrinum ourmia-like virus 1 (PcOLV1)
  - Spezies Phaeoacremonium magoulivirus mit
Phaeoacremonium minimum ourmia-like virus 2 (PmOLV2),
Plasmopara viticola lesion associated ourmia-like virus 31 (PavOLV31) und
Plasmopara viticola lesion associated ourmia-like virus 33 (PavOLV33)
  - Spezies Rhizoctonia magoulivirus 1 mit Rhizoctonia solani ourmia-like virus 1 (RsOLV1)

- Gattung Ourmiavirus – infizieren Pflanzen (Phytoviren)
  - Spezies Cassava virus C mit Cassava virus C (CsVC, Maniok-Virus C) – Isolat IC
  - Spezies Epirus cherry virus mit Epirus cherry virus (EpCV, Epirus-Kirschen-Virus) – Isolat VE450
  - Spezies Ourmia melon virus mit Ourmia melon virus (OuMV, Urmia-Melonenvirus) – Isolat VE9; Genomlängen  2.814, 1.064 und 974 nt

- Gattung Penoulivirus – infizieren Pilze (wie Magnaporthe, Botrytis) und Eipilze (Plasmopara) und Pflanzen (Äpfel)
  - Spezies Penoulivirus alphabotrytidis mit Botrytis cinerea ourmia-like virus 1 (BcOLV1)
  - Spezies Penoulivirus alphaerysiphe mit Erysiphe necator associated ourmia-like virus 21 (EnaOLV21)
  - Spezies Penoulivirus alphaoryzae mit Magnaporthe oryzae botourmiavirus 5 (MBOV5)
  - Spezies Penoulivirus alphaplasmoparae mit Plasmopara viticola lesion associated ourmia-like virus 82 (PvaOLV82)
  - Spezies Penoulivirus betabotrytidis mit Botrytis cinerea ourmia-like virus 2 (BcOLV2)
  - Spezies Penoulivirus betaplasmoparae mit Plasmopara viticola lesion associated ourmia-like virus 83 (PvaOLV83)
  - Spezies Penoulivirus deltaplasmoparae mit Plasmopara viticola lesion associated ourmia-like virus 85 (PvaOLV85)
  - Spezies Penoulivirus epsilonplasmoparae mit Plasmopara viticola lesion associated ourmia-like virus 87 (PvaOLV87)
  - Spezies Penoulivirus etaplasmoparae mit Plasmopara viticola lesion associated ourmia-like virus 89 (PvaOLV89)
  - Spezies Penoulivirus gammabotrytidis mit Botrytis cinerea ourmia-like virus 3 (BcOLV3)
  - Spezies Penoulivirus gammaplasmoparae mit Plasmopara viticola lesion associated ourmia-like virus 84 (PvaOLV84)
  - Spezies Penoulivirus iotaplasmoparae mit Plasmopara viticola lesion associated ourmia-like virus 91 (PvaOLV91)
  - Spezies Penoulivirus macrophominae mit Macrophomina phaseolina ourmia-like virus 3 (MpOVL3)
  - Spezies Penoulivirus malus mit Apple ourmia-like virus 2 (AOLV2)
  - Spezies Penoulivirus thetaplasmoparae mit Plasmopara viticola lesion associated ourmia-like virus 90 (PvaOLV90)
  - Spezies Penoulivirus zetaplasmoparae mit Plasmopara viticola lesion associated ourmia-like virus 88 (PvaOLV88)
  - Spezies Aspergillus penoulivirus mit Aspergillus neoniger ourmia-like virus 1 (AnOlV1)
  - Spezies Cladosporium penoulivirus mit Cladosporium uredinicola ourmia-like virus 2 (CuOLV2)
  - Spezies Epicoccum penoulivirus mit Epicoccum nigrum ourmia-like virus 2 (EnOLV2)
  - Spezies Magnaporthe penoulivirus mit Magnaporthe oryzae ourmia-like virus 4 (MOLV4)
  - Spezies Neofusicoccum penoulivirus mit Neofusicoccum parvum ourmia-like virus 1 (NpOLV1)
  - Spezies Penicillium penoulivirus mit Penicillium sumatrense ourmia-like virus 1 (PsOLV1)
  - Spezies Phaeoacremonium penoulivirus mit Phaeoacremonium minimum ourmia-like virus 1 (PmOLV1) und Plasmopara viticola lesion associated ourmia-like virus 86 (PvaOLV86)
  - Spezies Phoma penoulivirus mit Phoma matteucciicola ourmia-like virus 1 (PmOLV1)[7]
  - Spezies Phomosis penoulivirus (sic! Verschreiber im Artnamen) mit Phomopsis longicolla RNA virus 1 (PlRV1)[8]
  - Spezies Pyricularia penoulivirus mit  Pyricularia oryzae ourmia-like virus 1 (PoOLV1)
  - Spezies Sclerotinia penoulivirus mit Sclerotinia sclerotiorum ourmia-like virus 4 (SsOLV4) und Botrytis cinerea ourmia-like virus 9 (BcOLV9)

- Gattung Rhizoulivirus
  - Spezies Rhizoulivirus alphamellea mit Armillaria mellea ourmia-like virus 1 (AmOlV1)
  - Spezies Rhizoulivirus alpharhizoctoniae mit Rhizoctonia solani ourmia-like virus 2 (RsOLV2)
  - Spezies Rhizoulivirus betarhizoctoniae mit Rhizoctonia solani ourmia-like virus 3 (RsOLV3)
  - Spezies Rhizoulivirus gammarhizoctoniae mit Rhizoctonia solani ourmia-like virus 4 (RsOLV4)
  - Spezies Rhizoctonia rhizoulivirus mit Rhizoctonia solani ourmia-like virus 6 (RsOLV1)[9]

- Gattung Scleroulivirus – infizieren Pilze (wie Magnaporthe), Eipilze (Plasmopara) und Pflanzen (Sojabohnen)
  - Spezies Scleroulivirus alphaoryzae mit Magnaporthe oryzae botourmiavirus 9 (MoBV9) – Isolat SH05
  - Spezies Scleroulivirus alphapestalotiopsis mit Pestalotiopsis botourmiavirus 2 (PBV2)
  - Spezies Scleroulivirus alphaplasmoparae mit Plasmopara viticola lesion associated ourmia-like virus 44 (PavOLV44)
  - Spezies Scleroulivirus betaplasmoparae mit Plasmopara viticola lesion associated ourmia-like virus 46 (PavOLV46)
  - Spezies Scleroulivirus deltaplasmoparae mit Plasmopara viticola lesion associated ourmia-like virus 62 (PavOLV62)
  - Spezies Scleroulivirus epsilonplasmoparae mit Plasmopara viticola lesion associated ourmia-like virus 63 (PavOLV63)
  - Spezies Scleroulivirus etaplasmoparae mit Plasmopara viticola lesion associated ourmia-like virus 68 (PavOLV68)
  - Spezies Scleroulivirus gammaplasmoparae mit Plasmopara viticola lesion associated ourmia-like virus 47 (PavOLV47)
  - Spezies Scleroulivirus iotaplasmoparae mit Plasmopara viticola lesion associated ourmia-like virus 70 (PavOLV70)
  - Spezies Scleroulivirus kappaplasmoparae mit Plasmopara viticola lesion associated ourmia-like virus 71 (PavOLV71)
  - Spezies Scleroulivirus lambdaplasmoparae mit Plasmopara viticola lesion associated ourmia-like virus 72 (PavOLV72)
  - Spezies Scleroulivirus miplasmoparae mit Plasmopara viticola lesion associated ourmia-like virus 73 (PavOLV73)
  - Spezies Scleroulivirus niplasmoparae mit Plasmopara viticola lesion associated ourmia-like virus 74 (PavOLV74)
  - Spezies Scleroulivirus oidiodendronae mit Oidiodendron maius ourmia-like virus 1 (OmOLV1)
  - Spezies Scleroulivirus omicronplasmoparae mit Plasmopara viticola lesion associated ourmia-like virus 76 (PavOLV76)
  - Spezies Scleroulivirus piplasmoparae mit Plasmopara viticola lesion associated ourmia-like virus 77 (PavOLV77)
  - Spezies Scleroulivirus rhoplasmoparae mit Plasmopara viticola lesion associated ourmia-like virus 78 (PavOLV78)
  - Spezies Scleroulivirus sigmaplasmoparae mit Plasmopara viticola lesion associated ourmia-like virus 79 (PavOLV79)
  - Spezies Scleroulivirus thetaplasmoparae mit Plasmopara viticola lesion associated ourmia-like virus 69 (PavOLV69)
  - Spezies Scleroulivirus xiplasmoparae mit Plasmopara viticola lesion associated ourmia-like virus 75 (PavOLV75)
  - Spezies Scleroulivirus zetaplasmoparae mit Plasmopara viticola lesion associated ourmia-like virus 66 (PavOLV66)
  - Spezies Cladosporium scleroulivirus mit Cladosporium uredinicola ourmia-like virus 1 (CuOLV1)
  - Spezies Pyricularia scleroulivirus 3 mit  Pyricularia oryzae ourmia-like virus 3 (PoOLV3)
  - Spezies Sclerotinia scleroulivirus 1 mit Sclerotinia sclerotiorum ourmia-like virus 1 (SsOLV1) – Isolat 334
  - Spezies Soybean scleroulivirus 1 mit Soybean leaf-associated ourmiavirus 1 (SlaOurV1)
  - Spezies Soybean scleroulivirus 2 mit Soybean leaf-associated ourmiavirus 2 (SlaOurV2) und Plasmopara viticola lesion associated ourmia-like virus 65 (PavOLV65)

Daneben gibt es nach der NCBI-Taxonomie mit Stand 21. Juli 2024  noch über 600 nicht klassifizierte Vorschläge für Mitglieder der Familie.

## Ourmiavirus
Als natürliche Wirte der Gattung Ourmiavirus dienen Kürbisgewächse, Kirsche (Prunus, Untergattung Cerasus) und Maniok.
Es gibt (mit Stand 18. Juni 2021) drei ICTV-bestätigte Arten in dieser Gattung.
Zu den Pflanzenkrankheiten, die mit dieser Gattung assoziiert sind, gehören Vergilbung und chlorotische Fleckensymptome.

### Ourmiavirus-Replikation
Die Replikation der Ourmiavirus-Partikel erfolgt im Zytoplasma der Wirtszelle (zytoplasmatisch). Die Replikation folgt dem üblichen Modell der Replikation von (+)ssRNA-Viren, auch die Transkription erfolgt nach dem Modell für (+)ssRNA-Viren.
Das Virus verlässt die Wirtszelle durch tubulusgeführte Virusbewegung.

## Etymologie
Der Name der Familie ist eine Zusammenziehung aus den Gattungsnamen Botoulivirus und Ourmiavirus, mit der Endung ‚-viridae‘ für Virusfamilien.
- Botoulivirus: vom Gattungsnamen Botrytis (Schlauchpilze) und ourmia-like[2]
- Magoulivirus: vom Gattungsnamen Magnaporthe (Magnaporthaceae) und ourmia-like[2]
- Ourmiavirus: von Ourmia (Urmia, Orūmīyeh), einer Stadt im nordwestlichen Iran, in der das Ourmia-Melonenvirus zuerst gefunden wurde[2]
- Penoulivirus: vom Gattungsnamen Penicillium (Pinselschimmel) und ourmia-like[5]
- Rhizoulivirus: vom Gattungsnamen Rhizoctonia (Wachsbasidienpilze) und ourmia-like[5]
- Betarhizoulivirus: vom griechischen Buchstaben Beta und dem Gattungsnamen Rhizoulivirus, da eine Abspaltung von dieser Gattung.[5]
- Scleroulivirus: vom Gattungsnamen Sclerotinia (Sklerotienbecherlinge) und ourmia-like[2]
- Betascleroulivirus, Gammascleroulivirus, Deltascleroulivirus, Epsilonscleroulivirus: von den griechischen Buchstaben Beta, Gamma, Delta und Epsilon, sowie dem Gattungsnamen Scleroulivirus, da Abspaltungen von dieser Gattung.[5]